# Chilocryptus bilineatus
Chilocryptus bilineatus är en tvåvingeart som beskrevs av Malloch 1933. Chilocryptus bilineatus ingår i släktet Chilocryptus och familjen lövflugor. Inga underarter finns listade i Catalogue of Life.